# CETME C2
El CETME C2 (també anomenat CETME CB64) és un subfusell dissenyat per la companyia Espanya CETME (Centro de Estudios Técnicos de Materiales Especiales, en català Centre d'Estudis Tècnics de Materials Especials) el 1960.

## Disseny
Aquesta arma té molts punts en comú amb el subfusell britànic Subfusell Sterling, i alguna similitud amb un altre subfusell britànic, el Subfusell Lanchaster.
El CETME C2 era un subfusell accionat per un sistema de forrellat obert, i operat per Blowback, que disparava munició de 9 x 19 mm Parabellum (en la seva versió per a exportació) o de 9 x 23 mm Largo (en la seva versió original i militar), alimentats des d'un carregador recte de 30 bales, o un de corbat de 32. Una de les seves majors característiques és que utilitza un pin per disparar que no és fix, que la majoria de subfusells de forrellat obert i retrocès no utilitzen, ja que, aquest utilitzen el sistema menys complex d'un pin fix. Aquest sistema és accionat per una palanca especial situada dintre del forrellat, i una vegada la bala és en posició de ser disparada, el pin es deixar anar, fent que la bala sigui disparada. Gràcies a aquest nou sistema de foc, el forrellat es pot quedar en la part posterior de l'arma una vegada s'hagi buidat en carregador. L'arma pot disparar en mode semiautomàtic o en automàtic, gràcies a un sistema automàtic de seguretat / foc situat al costat del gallet, que és accionat per una palanca.
Una de les seves principals característiques era el seu curt canó, que la feia molt apta per a combats a curta distància. Endemés, compta amb forats al voltant de tot el cos de l'arma per a reduir la fricció de l'arma en disparar, a pesar que s'embruten amb terra i altres materials fàcilment. Disposa d'una culata col·lapsable retràctil metàl·lica, que es pot col·lapsar, i així reduir la mida total del subfusell. El carregador és inserit en la part esquerra de l'arma, i els cartutxos són ejectats per la part dreta d'aquesta. L'arma està equipada amb unes mires de ferro fixes, adaptables a 50 i 100 metres.
Unes de les seves principals diferències amb el subfusell britànic Subfusell Sterling eren: l'empunyadura corbada i no recta, el punt on es col·locava el carregador (ja que aquest podia utilitzar carregadors rectes i corbats), i que el punt per amartellar l'arma disposava d'un protector perquè no s'encasquetés tan fàcilment.